# Kenneth Maxwell
Kenneth Robert Maxwell és un historiador britànic especialitzat en Iberia i l'Amèrica Llatina. Nascut el 3 de febrer de 1941 a Wellington (Somerset), el 1964 es traslladà als Estats Units. Fou membre destacat del Council on Foreign Relations, del que durant quinze anys en liderà el seu Programa d'Estudis Llatinoamericans. Des del desembre del 2004, Maxwell és professor visitant de la Universitat Harvard i associat del David Rockefeller Center for Latin American Studies de la mateixa universitat, on és director del Programa d'Estudis Brasilers.

## Llibres
- Conflicts and Conspiracies: Brazil and Portugal, 1750-1808, (Routledge, 2004)
- Mais Malandros: Ensaios Tropicais e Outro (São Paulo: Paz e Terra, 2002).
- Chocolate, Piratas e Outros Malandros: Ensaios Tropicais (São Paulo: Paz e Terra, 1999).
- The Making of Portuguese Democracy (Cambridge Univ. Press, 1995).
- Pombal, Paradox of the Enlightenment (Cambridge Univ. Press, 1995).
- The New Spain: From Isolation to Influence with Steven Spiegel (CFR Press, 1994).
- Portuguese Defense and Foreign Policy since Democratization, ed. (Camões Center, 1991).
- Spanish Foreign and Defense Policy, ed. (Westview Press, 1991).
- Portugal, the Constitution and the Consolidation of Democracy, 1976-1989, ed. amb Scott Monje (Camões Center, 1991).
- Portugal: Ancient Country, Young Democracy, ed. with Michael H. Haltzel (Wilson Center Press, 1989).
- Portugal in the 1980s: Dilemmas of Democratic Consolidation (Greenwood Press, 1986).
- The Press and the Rebirth of Iberian Democracy, ed. (Greenwood Press, 1983).